# 藍牙規範
藍牙规范（英語：Bluetooth profile），藍牙技术联盟定义了許多规范。规范的目的是确保Bluetooth设备间的互通性（interoperability）。但Bluetooth产品无须实现所有的Bluetooth规范。Bluetooth版本1.1定义了13个规范。
目前WinCE6.0提供的规范有DUN GATEWAY、HF/740T、Audio Gateway、LAP、PAN、HID。

## 規範列表
Bluetooth SIG制定下列規範：

### 藍牙立體聲音訊傳輸規範（A2DP）
藍牙立體聲音訊傳輸規範（Advance Audio Distribution Profile），規定了使用藍牙非同步傳輸信道方式，傳輸高質量音樂文件數據的協議堆棧軟件和使用方法，基於該協議就能通過以藍牙方式傳輸高品質的立體聲音樂。分为1.1版和1.2版，只要连接双方支持A2DP协议都能以16 bits，44.1 kHz的质量传输声音信号。假如有一方沒有支持A2DP的話，只能以8 bits，8 kHz的质量的免手持裝置規範（Handsfree Profile）传输模式，声音质量会大打折扣。

### 回音暨噪音消除技術（CVC）
回音暨噪音消除技術（Clear Voice Capture），由CSR發表，是為解決音訊強化與噪音抑制問題而開發的技術，同時提供封包流失與位元錯誤隱藏功能，讓使用者配戴藍牙耳機時享有更優質的聽覺經驗。

### 基本图像规范（BIP）
基本图像规范（Basic Imaging Profile）在装备之间传送图像。可再細分成下列的組成：
Image Push
允许用户从受操作的设备上发送图像
Image Pull
允许从移动设备上浏览和接收图像
Advanced Image Printing
使用DPOF格式打印具有高级选项的图像
Automatic Archive
允许自动备份来自目标设备的所有新图像
Remote Camera
允许远程使用数码相机 
Remote Display
允许在其他设备上显示推送的图像

### 音频／视频远程控制配置文件（AVRCP）
音频／视频远程控制配置文件（Audio Video Remote Control Profile，簡稱AVRCP）设计用于提供控制 TV、Hi-Fi 设备等的标准接口。此配置文件用于许可单个远程控制设备。

### 基本列印規範（BPP）
基本列印規範（Basic Printing Profile）可將文件、電子郵件傳至印表機列印。

### 無線電話規範（CTP）
無線電話規範（Cordless Telephony Profile），藍牙無線電話之間溝通的規範。

### 網內通訊規範 （ICP）
網內通訊規範（Intercom Profile），是另類的TCS（Telephone Control protocol Specification）基底規範，二個Bluetooth通訊設備間溝通的規範。

### 撥號網路規範
Baseband、LMP、L2CAP、SDP、RFCOMM協定所需要的傳輸需求。

### 傳真規範
傳真規範（Fax Profile）能傳輸傳真的資料。

### 免手持裝置規範 (HFP)
免手持裝置規範（Hands-Free Profile）可支援車用免手持裝置。

### 人機界面規範 (HID)
人機界面規範（Human Interface Device Profile）可支援滑鼠、鍵盤功能。

### 藍牙耳機規範（HSP）
頭戴式通話器規範（Headset Profile）將聲音傳送到藍芽耳機設備。

### 序列埠規範 （SPP）
序列埠規範（Serial Port Profile）用來取代有線的 RS-232 Cable 。

### SIM卡存取規範 （SAP）
SIM卡存取規範（SIM Access Profile），可存取手機內的SIM卡。

### 同步規範
同步規範（Synchronization Profile），建立在 serial port profile、generic access profile 與 generic access profile之上。

### 檔案傳輸規範
檔案傳輸規範（File Transfer Profile），Bluetooth 利用 OBEX 通訊協定傳送檔案。

### 泛用存取規範
泛用存取規範（Generic Access Profile）用來建立連線。

### 泛用物件交換規範
泛用物件交換規範（Generic Object Exchange Profile）使用OBEX進行物件交換。

### 物件交換規範 (OPP)
物件交換規範（Object Push Profile），Bluetooth 利用 OBEX 通訊協定在兩個設備間交換資料。

### 個人區域網路規範(PAN)
個人區域網路規範（Personal Area Networking Profile）可支援藍牙網路第三層協定。

### 電話簿存取規範
電話簿存取規範（Phone Book Access Profile）可在裝置之間互換電話簿。

### 影像分享規範
影像分享規範（Video Distribution Profile）可用來分享影像功能。使用H.263編碼法。